# Kipnuk
Kipnuk és una concentració de població designada pel cens dels Estats Units a l'estat d'Alaska. Segons el cens del 2000 tenia 644 habitants.

## Demografia
Segons el cens del 2000, Kipnuk tenia 644 habitants, 137 habitatges, i 122 famílies La densitat de població era de 12,8 habitants/km².
Dels 137 habitatges en un 64,2% hi vivien nens de menys de 18 anys, en un 65,7% hi vivien parelles casades, en un 14,6% dones solteres, i en un 10,9% no eren unitats familiars. En el 10,2% dels habitatges hi vivien persones soles el 2,9% de les quals corresponia a persones de 65 anys o més que vivien soles. El nombre mitjà de persones vivint en cada habitatge era de 4,7 i el nombre mitjà de persones que vivien en cada família era de 5,04.
Per edats la població es repartia de la següent manera: un 45,3% tenia menys de 18 anys, un 10,6% entre 18 i 24, un 25,9% entre 25 i 44, un 13,2% de 45 a 60 i un 5% 65 anys o més.
L'edat mediana era de 21 anys. Per cada 100 dones hi havia 130 homes. Per cada 100 dones de 18 o més anys hi havia 120 homes.
La renda mediana per habitatge era de 34.375 $ i la renda mediana per família de 35.714 $. Els homes tenien una renda mediana de 29.167 $ mentre que les dones 23.333 $. La renda per capita de la població era de 8.589 $. Aproximadament el 21,5% de les famílies i el 20,9% de la població estaven per davall del llindar de pobresa.

## Poblacions més properes
El següent diagrama mostra les poblacions més properes.